# Michel Rival
 (septembre 2021).
Si vous disposez d'ouvrages ou d'articles de référence ou si vous connaissez des sites web de qualité traitant du thème abordé ici, merci de compléter l'article en donnant les références utiles à sa vérifiabilité et en les liant à la section « Notes et références ».
Pour les articles homonymes, voir Rival.
Michel Rival est un historien des sciences et des techniques français,,, mais aussi grand voyageur, né le 27 juin 1954 à Neuilly-sur-Seine. Il est le fils de Ned Rival.

## Biographie

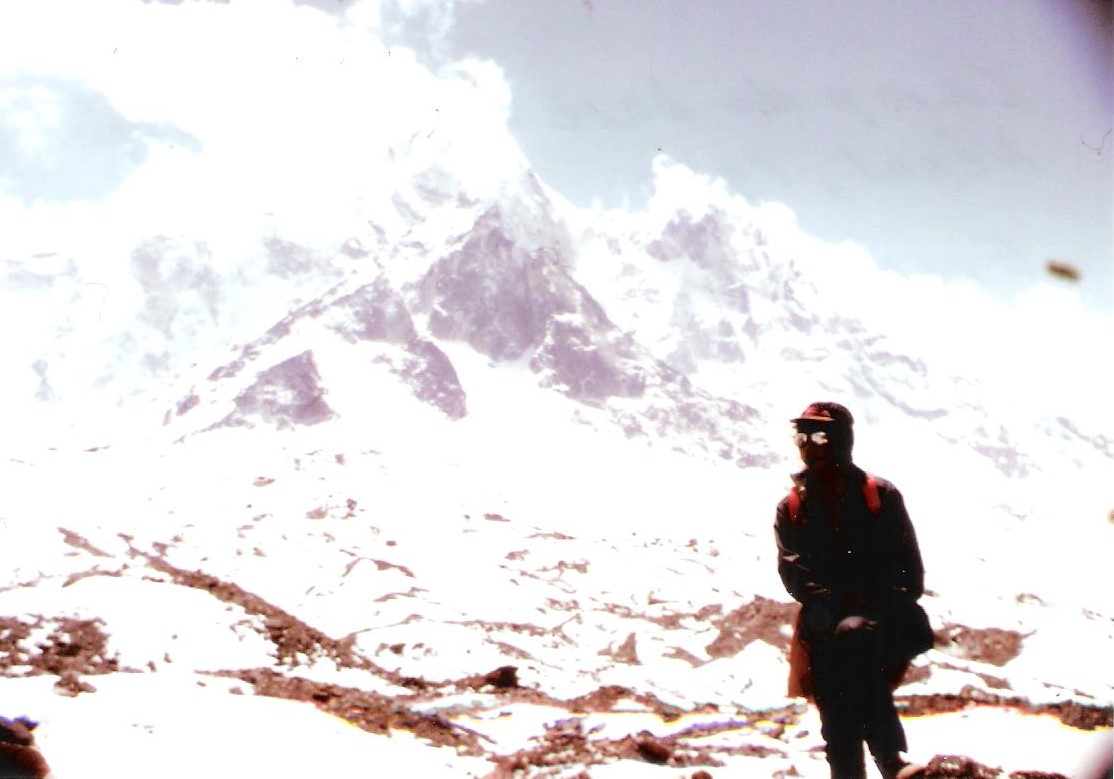
Camp de base de l’Everest, Népal, 1976.

Il fait l’essentiel de sa scolarité à l’École alsacienne ; alors âgé de 17 ans, Michel Rival obtient un Baccalauréat d’Économie.
Â la rentrée universitaire 1971, il est accepté à l’American University de Washington DC pour des études supérieures d’anthropologie. Son diplôme de Bachelor of Arts d’Anthropologie en poche, il rentre en France en 1974 pour remplir ses obligations militaires, qu’il effectuera comme coopérant civil au Népal. Il sera ainsi pendant deux ans enseignant de Français langue étrangère à l’Université de Katmandou.

## Publications
- Michel Rival, Robert Oppenheimer, Paris, Flammarion, coll. « Grandes Biographies », juin 1995, 294 p. (ISBN 2-08-066799-8, présentation en ligne)
- Michel Rival, Les Grandes Expériences scientifiques, Seuil, coll. « Points », 11 mars 1996, 243 p. (ISBN 978-2-02-022851-0)
- Thomas de Galiana et Michel Rival [sous la direction de], Dictionnaire des inventeurs et inventions, Paris: Larousse, 1996, 822 p.  (ISBN 978-2-03-750015-9), présentation en ligne)
- Michel Rival, Les Apprentis Sorciers : Fritz Haber, Wernher von Braun, Edward Teller, Seuil, coll. « Science Ouverte », janvier 1998, 240 p. (ISBN 978-2-02-021515-2, présentation en ligne)
- Michel Rival, Grandes inventions de l'humanité, France loisirs, 2006, 360 p. (ISBN 978-2-7441-9034-6)
- L'autobiographie de Michel Rival : "Voyageur sans bagage" a été publiée sur son blog : https://michelrival.blogspot.com/
- Michel Rival, "Catastrophe dans l'ultra-violet - Une pièce tragi-comique (Tome 1 : 27-28 octobre 2024 ; Tome 2 : 14-15 janvier 2025), publié sur son blog : https://michelrival.blogspot.com/

## Distinctions
Lauréat du prix Roberval grand public de l’année 1996 pour Les apprentis sorciers.